# Glucomanan
O glucomanano, também conhecido como konjak mannan, é um polissacarídeo extraído da raiz do Amophorphallus konjac.
Essa substância é considerada uma fibra alimentar, pois aumenta a viscosidade dos alimentos quando em contato com o suco gástrico, o que auxiliaria a regular as funções intestinais. Quando se ingere o glucomanan, suas fibras absorvem água e, assim, aumentam de volume, dando sensação de saciedade.
Essas propriedades são controversas. Estudos indicam que essa substância não é eficaz como se propaga, além de provocar efeitos colaterais indesejáveis, como diarreia.